# Comuna Husarka, Kuibîșeve
Husarka (în ucraineană Гусарка) este o comună în raionul Kuibîșeve, regiunea Zaporijjea, Ucraina, formată din satele Husarka (reședința) și Leninske.

## Demografie
Componența lingvistică a comunei Husarka
     Rusă (74,79%)
     Ucraineană (24,67%)
Conform recensământului din 2001, majoritatea populației comunei Husarka era vorbitoare de rusă (74,79%), existând în minoritate și vorbitori de ucraineană (24,67%).